# Midila fonteboalis
Midila fonteboalis là một loài bướm đêm trong họ Crambidae.